# فینال کوپا آمریکا ۲۰۱۹
فینال کوپا آمریکا ۲۰۱۹ مسابقۀ نهایی چهل و ششمین دوره مسابقات کوپا آمریکا بود که در ۷ ژوئیهٔ ۲۰۱۹ در ورزشگاه دو ماراکانا در ریودوژانیرو برزیل برگزار شد تا برندهٔ کوپا آمریکا ۲۰۱۹ مشخص شود. در این مسابقه برزیل، میزبان مسابقات و پرو حضور داشتند که در آن برزیل با نتیجه ۳–۱ پیروز شد تا نهمین عنوان قهرمانی خود در کوپا آمریکا و نخستین قهرمانی خود از سال ۲۰۰۷ را به‌دست‌آورد.

## پیش‌زمینه

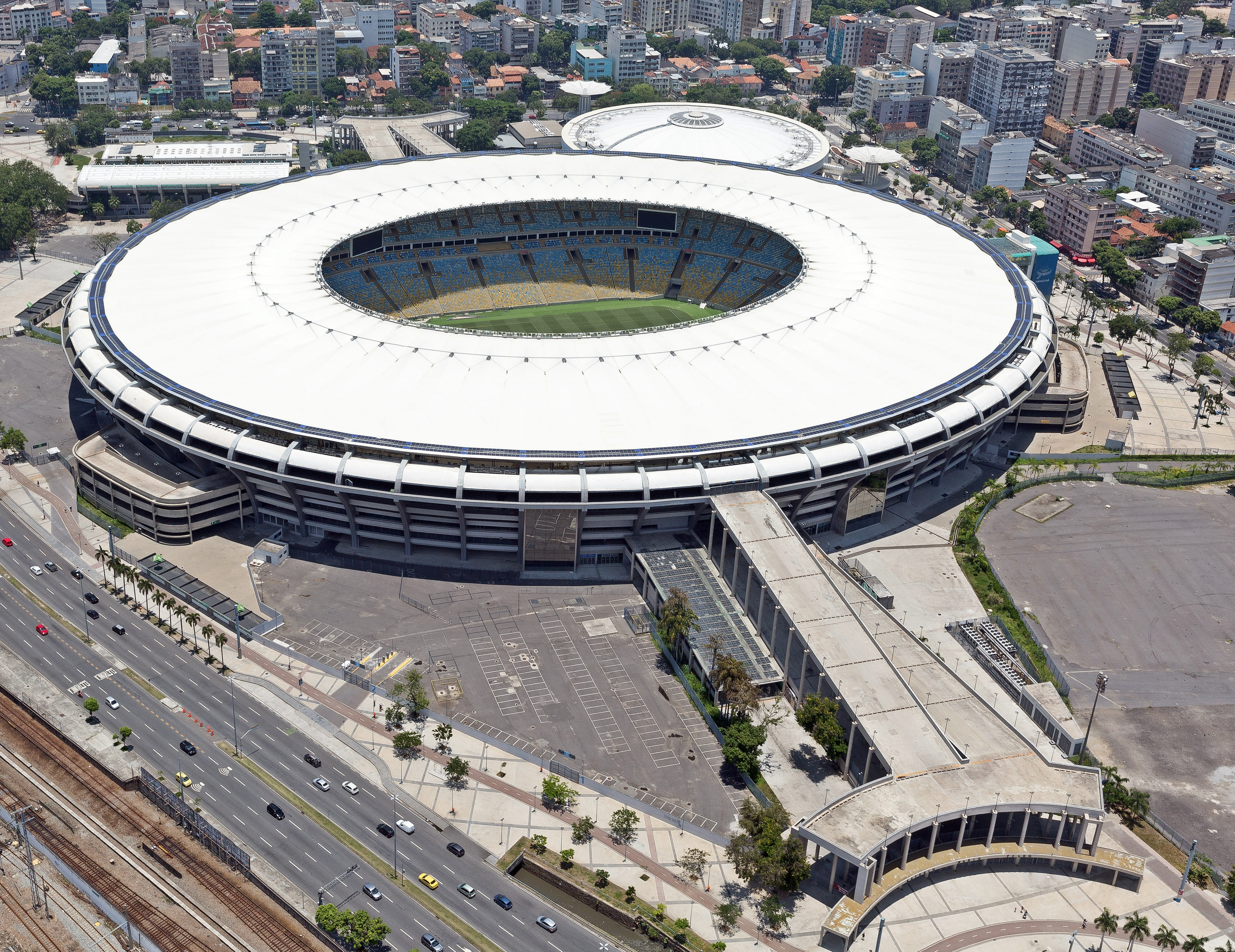
ورزشگاه دو ماراکانا در ریودوژانیرو میزبان فینال بود.

این دوره پنجمین دوره مسابقات کوپا آمریکا بود که به میزبانی برزیل برگزار شد. این فینال سومین فینال برای پرو بود که در آن دو بار در تاریخ خود قهرمان شده بودند. آخرین قهرمانی آنها (از جمله مسابقات جهانی) در سال ۱۹۷۵ به‌دست آمد. در همین حال، این نوزدهمین فینال برزیل در کوپا آمریکا بود که در آن هشت بار قهرمان شده بودند. برای آخرین باری که برزیل قهرمان شد، در کوپا آمریکا ۲۰۰۷ بود که به میزبانی ونزوئلا برگزار شد، پس از شکست ۳ بر صفر آرژانتین.
این دو تیم پیش از فینال در مرحله گروهی مربوطه خود به مصاف یکدیگر رفته بودند که برزیل با نتیجه ۵–۰ پرو را شکست داد.